# Diptykon
Et diptykon eller diptychon (gr. di 'to' + 'foldet sammen') er en tavle med to voksbelagte blade, der kan klappes sammen så rammerne hindrer vokspladerne i at berøre hinanden. De var i almindelig brug i oldtiden. Med en griffel ridsede man bogstaver i vokset. I kirken plejede man på diptykon at optegne levende og afdøde personer, for hvem der skulle bedes. Blev navnet på et menighedsmedlem slettet af kirkens diptykon, betød det at vedkommende var udstødt af samfundet. 
Tavlerne var først af træ, senere ofte af elfenben, sølv eller guld og med indlagte ædelstene, ofte af stor kunstværdi. Brugen af diptykon har holdt sig i den græske og armenske kirke, hvorimod den i 12. århundrede hørte op i den vesterlandske kirke. Ordet diptykon bruges også om de i 15.-16. århundrede hyppigt brugte alterbilleder med to bevægelige fløje, der kan dække for midterpartiet.
Ved triptykon og polyptykon har man tre eller flere blade eller plader der kan foldes sammen.